# 오데사 포위전 (1941년)
오데사 공방전(러시아어: Одесская оборона)은 제2차 세계 대전 중 동부 전선에서 발발한 전투 중 하나로, 이 전투는 주로 추축군은 루마니아군과 독일군의 11 군이 참여했다. 소련군은 9 군(초기)와 9군에서 별도로 분리된 독립 해안군이 강한 저항을 하였고, 오데사의 흑해 함대가 참여한 루마니아의 73일 간의 공방전으로, 총 93,000명의 사상자가 발생했고 그 중 41,000명은 소련군이었다. 그러나, 다른 주장에서는 소련군이 6만명까지 사상되었다고 주장한다.

## 배경

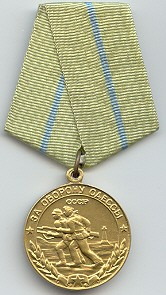
1942년 12월 22일, 소련군 약 38,000명이 오데사 방어전 훈장(Medal "For the Defence of Odessa")을 수상받았다.

1941년 7월 27일, 아돌프 히틀러는 이온 안토네스쿠에게 편지를 보내 드네프르강을 도하한 이후 루마니아군에 대해 추가 지원을 요청하고, 드네프르강과 부크강 사이 루마니아의 행정 지배를 수락했다. 안토네스쿠는 7월 31일 이 제안을 수락한다. 사실, 루마니아 3 군은 7월 17일 이미 드네프르 강을 건넜다.
중장 니콜라이 키우페르카가 지휘하는 루마니아 4 군은 8월 3일 강을 도하하기 시작했다. 15 보병사단과 1 기병여단을 포함한 5 군단은 벤데르와 두버사리 사이 교차점을 점령했다. 8월 5일 밤 동안, 루마니아 1 기갑사단도 5 군단에 합류했다. 8월 8일, 루마니아 지휘관은 제31 작전 지침에 따라 4 군에게 드네프르 강과 티리굴리스키 뱅크(Tiligulskiy Bank) 사이 적을 격파하고 오데사로 전진하라고 명령했다. 도시 주둔군은 매우 큰 열새로 인해 항복할 것이라고 예측했다. 그러나, 오데사는 잘 요새화되어 있었으며 소련 흑해 함대의 지원으로 인해 완전히 포위할 수 없었다. 이 방어선은 참호, 대전차 무기, 강철줄 3겹 등으로 무장되어 있었다. 첫 번째 방어선은 80km 길이였으며 두 번째 방어선은 25-30km였다. 두 번째이자 주요 방어선은 도시 6-8km 내에 위치했으며 약 30km였다. 세 번째이자 마지막 방어선은 도시 자체를 방어하는 선이였다. 방어군들은 95 소총사단, 25 소총사단, 2 요새화 사단, 421 소총사단, 54 소총연대, NKVD 연대로 구성되어 있었다. 전반적으로, 붉은 군대는 34,500명의 병력과 포 240문으로 구성되어 있었다. 항공 지원으로는 IAP 69기, 수상 비행기 2기, 중폭격기 편대 1개로 이루어져 있었다. 나중에는 알류신 Il-2의 전투기 편대도 합류했다. 또한, 크림 소비에트 사회주의 자치 공화국과 미콜라이우의 폭격기 편대도 참가했다.
4 군은 다음과 같은 기동 계획을 갖고 있었다. 3 군단(3, 7 보병사단과 1 경비사단, 2 전차연대)는 라즈데냐야(Razdelnaya)-오데사 방면으로 정면 공격을 시도했고, 5 군단(15 보병사단, 1 기갑사단, 1 기병여단)은 카타르기(Katargy)-볼샤야 부쟈리크(Bolschaya Buzhalyk) 북쪽 방면으로 기동한 다음 남쪽으로 전진한다는 계획이었다. 한편, 3 보병사단의 3 정찰대는 라즈데냐야로 전진하여 마을이 불타고 있고 기차역은 소련군이 점령했다는 소식을 듣는다. 그날 저녁, 1 기갑사단과 1 기병여단은 카타르기를 포위하여 약 200명의 소련군 포로를 잡았다.

## 전투

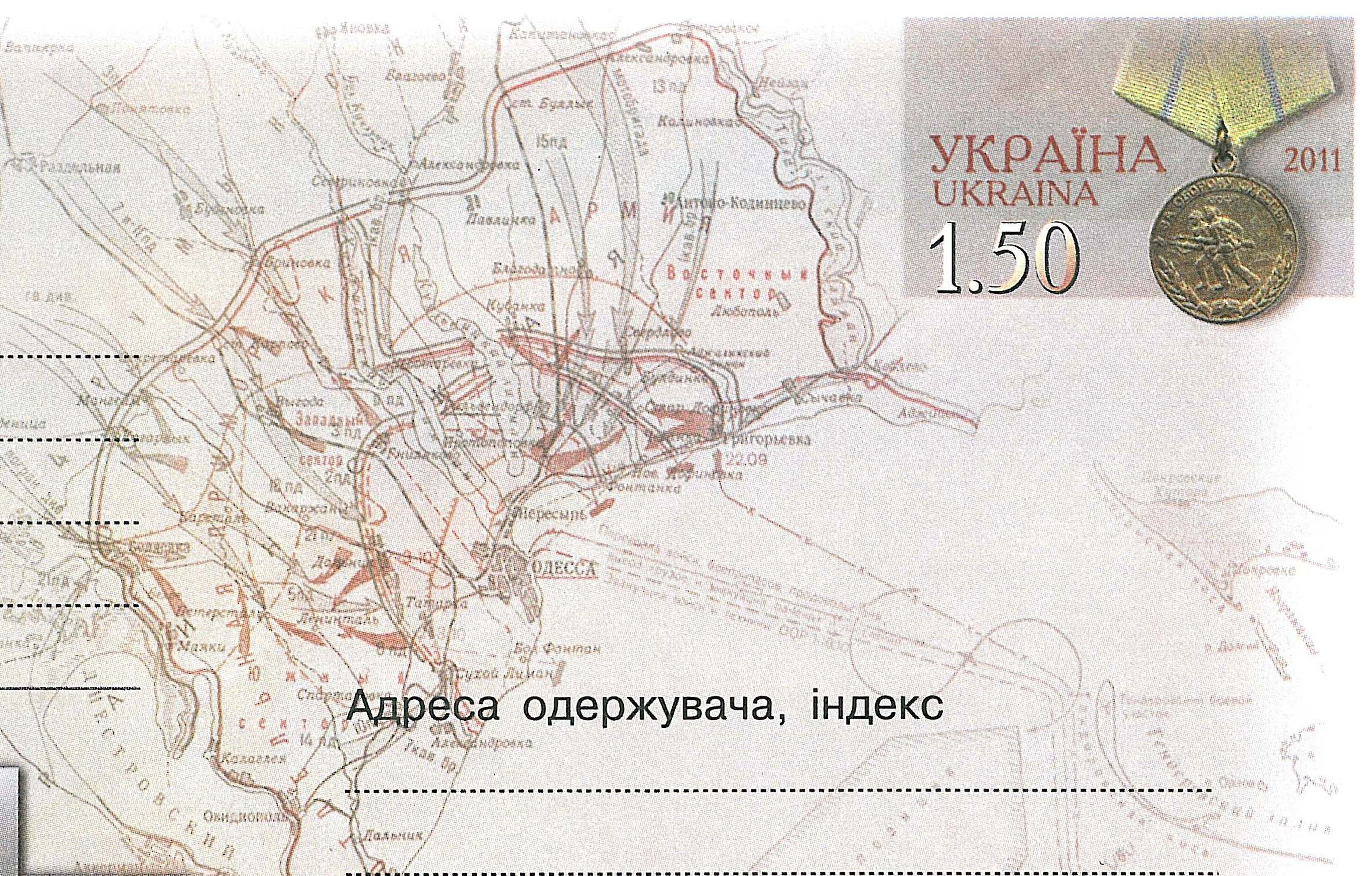
오데사 공방전 지도.

8월 9일, 4 도로바니 연대는 바카로베이(Bakalovy)에서 소련군을 격퇴하고 있었으며 40 드로반니 연대는 포냐토브카(Ponyatovka) 마을로 진출했다. 7 보병사단은 강한 소련군의 저항에도 불구하고 라즈델나야 철도역 남부의 교차점을 점령했다. 다음 날, 3 군단의 7 보병사단 대부분은 엘세스(Elssas)에 도착했으며 1 요새화사단은 스트라스부르크-페트라 에브도키에브카(Petra Evdokievka)에 도착했다. 5 군단의 1 장갑사단은 소련군을 격파하고 빠르게 볼스차야 부쟈리크(Bolschaya Buzhalyk)를 점령하고 오데사 첫 번째 방어선을 돌파했다. 밤까지, 루마니아 사단들은 블라고다트나야(Blagodatnaya)-아드자르크에 도착하면서 두 번째 방어선에 도달했다. 1 기병여단은 세베리노브카(Severinovka)에서 1 장갑사단과 합류했다. 이 때, 10 도로바니 연대는 로조바야(Lozovaya)까지 전진해 있었다. 4 군은 점차 오데사 포위망을 닫고 있었지만 8월 13일 안토네스쿠에 의해 오데사 서부 둑을 강화한다는 명목으로 전진을 중지했다.
공세는 8월 16일 재개되었으며 루마니아 군단은 8월 17일 오데사 저수지를 점령하며 전 방향에서 공세를 펼치고 있었다. 소련군은 완고하게 저항하여 계속적인 반격을 시도했고 큰 피해와 많은 사상자를 가져오게 했다. 루마니아 왕립 공군은 적극적으로 지상군을 지원하며 오데사의 소련 해군을 방해했으며 8월 20일에는 장갑 열차를 파괴했다. 8월 18일 밤 동안, 2개 루마니아 어뢰정 NMS 비스코룰(NMS Viscolul)과 NMS 비졔리아(NMS Vijelia)가 오데사 남서부에서 소련 구축함을 공격하고 피해를 주었다. 이것은 루마니아 해군이 공방전을 지원하기 위한 몇 가지 행동들 중 하나였다.
8월 24일 지속적인 공격에도 불구하고 루마니아군은 소련군의 주요 방어선 앞에서 수렁에 빠졌다. 4 군은 이미 사망자 5,329명을 포함해 27,307명의 사상자를 입었다. 그럼에도 불구하고, 소련군은 지속적으로 약화되었고 쿠반카(Kubanka) 점령 덕분에 루마니아의 중화기가 오데사의 부두를 위협했다. 다음 3일 동안 전투는 소강 상태에 돌입했다.
8월 28일, 루마니아군은 공세를 재개하며 독일 공격 대대 및 10 중포병 대대의 지원을 받았다. 4 군단, 11 군단 및 1 군단 즈니이코보(Gnileakovo)-바카르쟈니(Vakarzhany)로 전진하지만 다음 날 소련군의 강력한 반격으로 일부 지역은 후퇴했다. 8월 30일, 루마니아가 공세의 주도권을 다시 잡지만 아주 작은 영토만을 점령했다. 소련군은 일시적으로 쿠반카를 재점령하지만, 해질녘에 다시 쫓겨났다. 바카르쟈니의 소련군은 9월 3일 포위될 때까지 전투를 계속했으며 독일 및 루마니아 보병은 성공적으로 마을을 습격한다.
9월 3일, 장군 키우페르카는 원수 안토네스쿠에게 일선 사단의 지속적인 전투로 심각하게 고갈되어 어떤 사단은 1달 만에 소진되었다는 내용의 보고서를 보냈다. 그는 6개의 사단(3, 6, 7, 14, 21 보병사단 및 방위사단)을 2개 군단으로 나누고 8 중포병 사단의 지원을 받으라는 조언을 보냈다. 이 병사들은 점차적으로 소련군 방어선을 돌파할 수 있는 지역에 배치되었다. 그러나, 이 보고서는 안토네스쿠와 루마니아 사령부의 참모총장인 알렉산드루 이오니치우(Alexandru Ioaniţiu) 모두가 반대했으며 이 계획은 한 방향으로 공격이 너무 노출되어 나머지 루마니아 방어선이 무너질 것이라고 비판했다. 안토네스쿠 원수는 타타르카-달닌크 및 그니리아브코-달닌크를 공격하는 계획을 발표했고 각각 11군단과 3군단이 맡았다. 이오니치우는 루마니아의 독일군 수석 장군인 아더 하우페(Arthur Hauffe)에게 오데사 상황을 알리고 여러 대대 및 항공 지원 형태로 오데사 공방전을 도와달라는 요청을 보냈다. 왕립 루마니아 공군은 소련 지상군 및 공군을 상대로 약간 성공을 거두었지만, 이 공군은 대공 무기의 피해를 많이 입었으며 소련군은 꾸준히 해군을 통해 증원되고 있었기 때문이다.
한편, 루마니아군의 공세는 지원을 기다리기 위해 중지되었다. 독일군 중장 레네 본 코우르베어(René von Courbier)가 이끄는 보병 연대 하나, 공격대 연대 하나, 포병 연대 둘의 지원이 도착했다. 동시에, 소련군은 병사 15,000명과 탄약 지원을 받았다. 9월 9일, 치우페르카는 중장 이오시프 라코비치로 바뀌었으며 질문 없는 장군의 지시를 따르라는 지시를 받았다. 공세는 9월 12일 다시 재개되었지만, 9월 14일 다시 탄약 부족으로 루마니아 및 독일군이 공세를 중지했다. 두 반코비치 대대는 하디졔베이 둑 근처에서 소련군에게 포위되어 있었으며 결국 몰살시키려는 소련군의 노력은 실패했다.
9월 15일 밤, 소련군은 루마니아 1 군단과의 전투를 중지하고 남동쪽으로 퇴각했다. 9월 16일, 1 군단은 그루스-리에벤탈(Gross-Liebenthal) 북동쪽으로 진격했다. 또한 루마니아 군단은 오데사 둑 남부를 점령했다. 3천명의 소련군이 포로가 되었지만, 이는 곧 소련 157 소총사단의 12,700명 지원으로 대체되었다. 또한, 18개 소련 중대는 노보스시예스크(Novorossiysk)로 후퇴했다.

## 여파
추축군의 소련 진군과 함께, 스탑스카는 오데사에서 철수하기로 결정했다. 1941년 10월 14일-15일 밤에, 흑해 함대는 대부분의 군대가 파괴된 채 전투가 진행 중인 세바스토폴로 후퇴했다. 흑해 함대는 총 35만명의 군인 및 민간인을 대피시켰다.
오데사 포위전 동안 사상자는 다음과 같다.
- 루마니아인
  - 17,729명 사망, 63,345명 부상, 11,471명 실종

- 소련인
  - 16,578명 사망 또는 실종, 24,690명 부상 (글랜츠의 견해)
  - 60,000명 사망, 부상 또는 실종 (안소워스키의 견해)[4]

## 같이 보기
- 오데사 학살 (Odessa Massacre)
- 소비에트 연방 9 군
- 독립 해안군 (Separate Coastal Army)
- 루마니아 3 군
- 루마니아 4 군
- 독일 11 군

## 참조
1. ↑  Axworthy (1995), p. 50.
2. 1 2  Glantz (1995), p. 293
3. 1 2  http://www.worldwar2.ro/operatii/?article=7
4. 1 2 3  Axworthy,Mark. Third Axis Fourth Ally: Romanian Armed Forces in the European War, 1941–1945. p. 58.
5. ↑  See also Axis History Forum thread